# Clinotarsus curtipes
Espèce
Synonymes
- Rana curtipes Jerdon, 1854
- Pachybatrachus robustus Mivart, 1869 "1868"

Statut de conservation UICN

 NT  : Quasi menacé

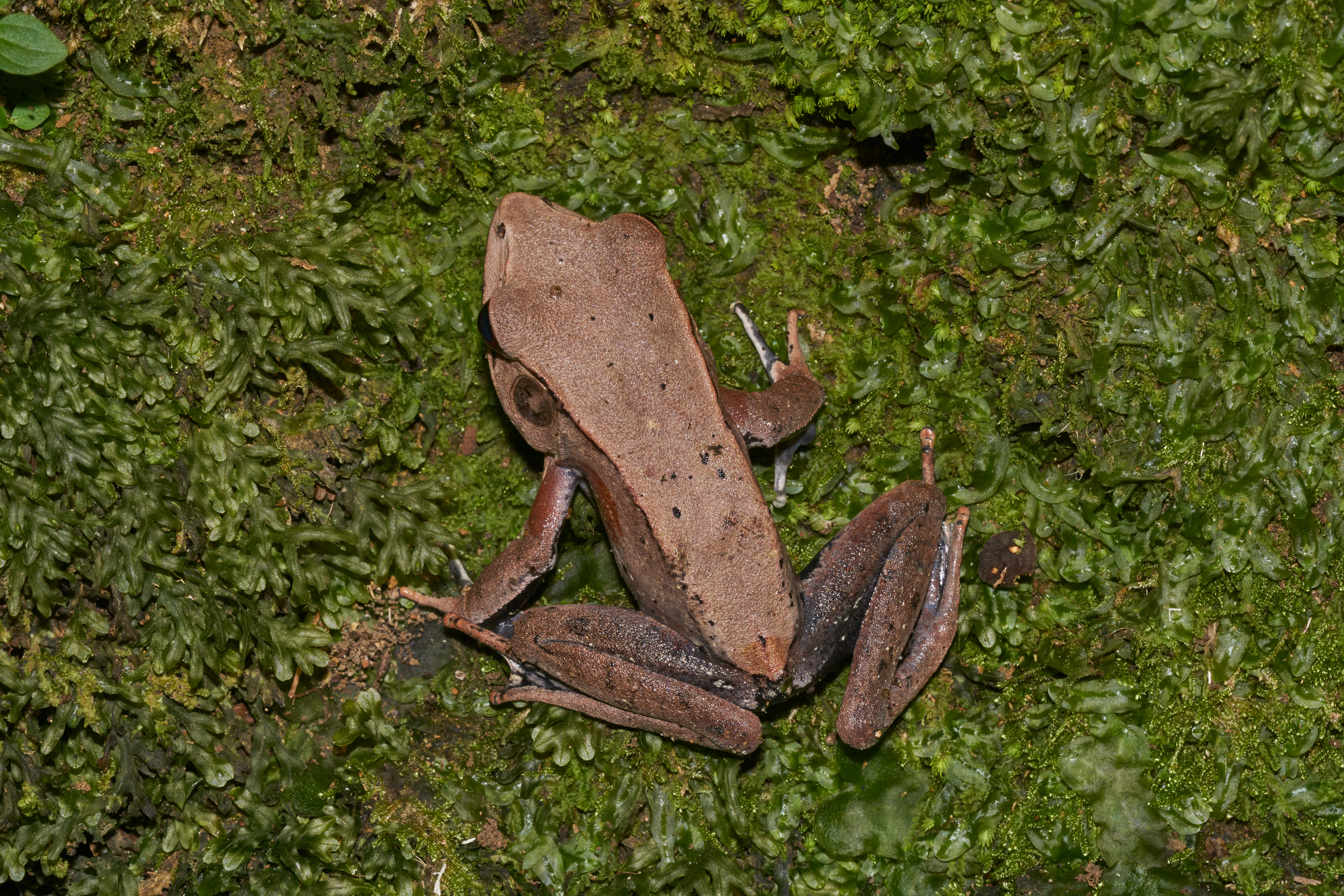
Un Clinotarsus curtipes, espèce vulnérable, en Inde, dans les Ghats occidentaux.

Clinotarsus curtipes est une espèce d'amphibiens de la famille des Ranidae. En général, ces amphibiens sont considérés comme larges, car ceux-ci font plus de 9 cm (3,5 pouces) de long. Cette espèce est souvent consommée par la population locale. De plus, on peut la reconnaître grâce à ses tâches dans le dos et ses dents quasiment inexistantes. Aussi, ces amphibiens sont bicolores.

## Répartition
Cette espèce est endémique des Ghâts occidentaux en IndeElle se retrouve au Kerala, au Tamil Nadu et au Karnataka, entre 500 et 2 000 m d'altitude,.

## Publication originale
- Jerdon, 1854 "1853" : Catalogue of Reptiles inhabiting the Peninsula of India. Journal of the Asiatic Society of Bengal, vol. 22, p. 522-534 (texte intégral).